# Márcio Fernandes
Márcio Fernandes est un joueur international angolais de rink hockey. Il évolue, en 2015, au sein du Petro de Luanda.

## Palmarès
En 2015, il participe au championnat du monde de rink hockey en France.